# Наирийский район
Наирийский район — административно-территориальная единица в составе Армянской ССР и Армении, существовавшая в 1972—1995 годах. Центр — Егвард.

## История
Наирийский район был образован в 1972 году. 
Упразднён в 1995 году при переходе Армении на новое административно-территориальное деление.